# Remain in Light
Remain in Light (en español: Permanecer en la luz) es el cuarto álbum de estudio de la banda estadounidense de new wave Talking Heads, lanzado en octubre de 1980 en Sire Records. Fue grabado en Bahamas y Estados Unidos entre julio y agosto de 1980, y producido por el colaborador frecuente del grupo, Brian Eno.
El álbum alcanzó la posición 19 en el Billboard 200 de Estados Unidos y el puesto 21 en el UK Albums Chart. Dos de sus canciones fueron lanzadas como sencillosː «Once in a Lifetime» y «Houses in Motion». El álbum fue certificado con disco de oro en los Estados Unidos y en Canadá durante los años 80.
Remain in Light fue ampliamente aclamado por los críticos. Los elogios se centraron en su fusión cohesiva de géneros dispares y su experimentación de sonido. El álbum ha sido puesto en varias listas de los mejores álbumes de los 80 y los mejores álbumes de todos los tiempos y es a menudo considerado el magnum opus de los Talking Heads. En el año 2006, fue remasterizado y relanzado con la adición de 4 tomas descartadas sin finalizar.
En el 2020 el álbum fue ubicado en el puesto 39 de los 500 mejores álbumes de todos los tiempos, de la revista Rolling Stone.

## Antecedentes
En enero de 1980, los integrantes de Talking Heads volvieron a Nueva York después de la gira de promoción de su aclamado tercer álbum Fear of Music, y decidieron tomarse tiempo libre para cumplir intereses personales. Byrne trabajó con Eno, el productor del álbum, en un álbum experimental llamado My Life in the Bush of Ghosts. Jerry Harrison produjo un álbum de la cantante soul Nona Hendryx en la sucursal de Sigma Sound Studios, en Nueva York; la cantante y el estudio serían usados durante la grabación de Remain in Light por consejo de Harrison. La pareja Chris Frantz y Tina Weymouth discutieron la posibilidad de dejar la banda debido al excesivo control de Byrne según la propia Weymouth. A Frantz no le gustaba la idea de terminar con los Talking Heads, y los dos decidieron tomar unas largas vacaciones en el Caribe para considerar la situación de la banda y su matrimonio. Durante el viaje, la pareja participaría en ceremonias religiosas de vudú y practicaron con numerosos tipos de instrumentos de percusión de la zona. En Jamaica, se relacionaron con la famosa sección rítmica de la banda reggae Sly and Robbie.
Frantz y Weymouth terminaron sus vacaciones comprando un departamento sobre Compass Point Studios en Nasáu, Bahamas, donde la banda había grabado su segundo álbum More Songs About Buildings and Food. Byrne se reunió allí con el dúo y Harrison en la primavera de 1980. Para la concepción de Remain in Light se cuestionó que la carga creativa fuera soportada únicamente por Byrne, ya que existía malestar en el resto de miembros ante la idea de un cantante liderando una banda de acompañamiento; el objetivo que ellos tenían, según Byrne, era "sacrificar nuestros egos para la cooperación mutua". Además, el líder quería escapar de "la paranoia sicológica y el tormento personal" del que había estado escribiendo y sintiendo en el Nueva York de los años setenta. En lugar de componer música a las letras de Byrne, Talking Heads hacía jams instrumentales usando la canción «I Zimbra» de Fear of Music como punto de partida.
Eno llegó a Bahamas tres semanas después que Byrne y estaba inicialmente reacio a trabajar con la banda de nuevo después de colaborar en sus dos anteriores álbumes. Cambió de opinión después de escuchar los demos instrumentales y dijo: "me encanta el camino que están tomando". Ambos grupos decidieron experimentar con sonidos y estructuras africanos, en las cuales las partes individuales se mezclan como polirritmos para crear un conjunto cohesivo. El álbum afrobeat Afrodisiac, del músico Nigeriano Fela Kuti, se convirtió en la plantilla para el álbum. Weymouth ha comentado que la llegada de los ochenta marcó el comienzo del hip hop, lo cual hizo que los Talking Heads se dieran cuenta de que la escena musical estaba cambiando. Antes de las grabaciones, el amigo de la banda David Gans instruyó a los miembros de la banda que "las cosas que uno no tiene intención de hacer son las semillas para un futuro más interesante". Animó a la banda a experimentar e improvisar mientras grababan y a utilizar los "errores".

## Grabación
Las grabaciones empezaron en los estudios Compass Point en julio de 1980. Se requirieron músicos adicionales para la creación del álbum, especialmente nuevos percusionistas. La banda usó el nombre provisional Melody Attack a lo largo de toda la grabación después de ver un programa-concurso japonés del mismo nombre. Harrison ha comentado que la intención era mezclar rock y géneros musicales africanos, más que imitar la música africana. Las técnicas de producción y el enfoque de Eno fueron claves para la concepción del álbum. El proceso fue orientado a promover la expresión del instinto y la espontaneidad sin enfocarse demasiado en el sonido del producto final. Las secciones y las partes instrumentales fueron grabadas en un proceso discontinuo. Los samples y loops fueron claves, en un momento en el que las máquinas aún no podían desempeñar esa función. Las actuaciones y jam sessions de la banda servían como fuentes de samples y de loops. Eno ha comparado el proceso creativo con "mirar hacia el mundo y decir 'Qué fantástico es el mundo en que vivimos. Celebrémoslo '".
A los pocos días de grabación, el ingeniero Rhett Davies se fue tras una discusión con el productor acerca de la rapidez de las grabaciones. Stephen Stanley, quien desde los 17 años había sido ingeniero para artistas como Bob Marley, intervino para cubrir el trabajo. Fue acreditado por Frantz por ayudar a crear el sencillo «Once in a Lifetime». El álbum fue creado usando un estudio digital con unidad de efectos de resonancia Lexicón 244 obtenida por el ingeniero y mezclador Dave Jerden; la máquina fue una de las primeras de su tipo y era capaz de simular ambientes como cámaras y habitaciones a través de programas intercambiables. Al igual que Davies, Jerden no estaba contento con el ritmo acelerado en el cual Eno quería grabar composiciones de sonido complicadas, pero no se quejó. Los primeros temas se enfocaban completamente en los ritmos, los cuales eran todos ejecutados de forma minimalista usando solo un acorde. Cada sección era grabada como un largo loop para permitir la creación de composiciones a través del posicionamiento o la mezcla de loops en diferentes formas.
Las pistas hicieron que Byrne replanteara su modo de cantar. Intentó cantar sobre los temas instrumentales, pero el resultado fue muy "artificial". A penas se grabaron voces en Bahamas. El proceso de escritura de las letras ocurrió cuando la banda volvió a los Estados Unidos y los miembros se dispersaron entre Nueva York y California. Harrison reservó para la banda los estudios Sigma Sound, quienes se enfocaban fundamentalmente en música R&B, tras convencer a los dueños que trabajar con la banda les podía traer un nuevo tipo de clientela. En Nueva York, Byrne luchaba contra el fenómeno conocido como bloqueo del escritor. Harrison y Eno pasaron el tiempo perfeccionando las composiciones grabadas en Bahamas, mientras Frantz y Weymouth no siempre se aparecían por el estudio. Empezaron a surgir dudas acerca de cuando el álbum estaría listo. Las grabaciones solo tomaron forma después de la contratación de Adrian Belew sugerido por Byrne, Harrison y Eno. Se le encomendó añadir solos a los temas grabados en Compass Point usando su distintivo estilo de tocar instrumentos a través de una Guitarra sintetizador Roland.
Byrne grabó todos los temas en una casete después de que Belew tocara, y se inspiró de nuevo en África para buscar ideas. Descubrió que cuando los músicos africanos olvidan palabras, a menudo improvisan y crean nuevas. El letrista usó una grabadora portátil e intentó crear rimas onomatopéyicas al estilo de Eno, quien creía que las letras nunca fueron el centro del sentido de una canción. Byrne escuchó continuamente el scatting grabado hasta convencerse de que no estaba "escuchando tonterías". Una vez Byrne quedó satisfecho con el resultado, Harrison invitó a Nona Hendryx a Sigma Sound para grabar voces de acompañamiento para el álbum. Ella fue extensamente asesorada en su expresión vocal por Byrne, Frantz y Weymouth, y con frecuencia cantó a trío con Byrne y Eno. Las grabaciones de voz se realizaron según el proceso de overdubbing. El Trompetista Jon Hassel, quien trabajó en partes de My Life in the Bush of Ghosts, fue contratado para tocar partes de trompeta y trompa. En agosto de 1980, una mitad del álbum fue mezclada por Eno y el ingeniero John Potoker en Nueva York con la ayuda de Harrison, mientras la otra mitad fue mezclada por Byrne y Jerden en Eldorado Studios, en Los Ángeles.

## Diseño
La portada del disco fue creada por Weymouth y Frantz con la ayuda del profesor del Instituto Tecnológico de Massachusetts Walter Bender y su equipo del MIT Media Lab. Usando la idea Melody Attack como inspiración, la pareja creó un collage de aviones de guerra rojos volando en formación sobre los Himalayas. Los aviones eran una representación de los Grumman Avenger en honor al padre de Weymouth, quien era un almirante de la Armada de los Estados Unidos. La idea para la contraportada incluía retratos sencillos de los miembros de la banda. Weymouth asistía regularmente durante el verano de 1980 y trabajaba con el asistente de Bender, Scott Fisher, en las interpretaciones digitales de las ideas. El proceso fue tortuoso debido a que la potencia de los ordenadores era limitado, la computadora central de por sí ocupaba varias habitaciones. Weymouth y Fisher compartían una pasión por las máscaras y usaron el concepto para experimentar con los retratos. Las caras fueron borradas con bloques de color rojo. Weymouth consideró sobreponer la cara de Eno encima de los cuatro retratos para insinuar su egocentrismo —el productor quería estar en la portada junto los Talking Heads— pero al final decidieron no hacerlo.
El resto de las ilustraciones y el libreto del álbum fue producido por el diseñador gráfico Tibor Kalman y su compañía M&Co. Kalman era un ferviente crítico del formalismo y el diseño profesional en arte y publicidad. Ofreció sus servicios gratis para crear publicidad, y propuso el uso de materiales no convencionales como el papel de lija y velur para la carátula del LP. Weymouth se mostraba escéptica con la idea de contratar una firma diseñadora, vetó las ideas de Kalman y se afirmó en las imágenes computarizadas del MIT. El proceso de diseño hizo que los miembros de la banda se dieran cuenta que el título Melody Attack era "muy frívolo" para la música grabada, por lo que escogieron Remain in Light en su lugar. Byrne ha dicho "Aparte de no ser tan melódica, la música tenía algo que decir que para la época sonaba nuevo, trascendente e incluso revolucionario, al menos para canciones Funk Rock." La imagen de los aviones de guerra fue relegada a la parte posterior de la carátula y los retratos adulterados se convirtieron en la portada del álbum. Kalman sugeriría que los aviones no fueran removidos porque eran muy apropiados durante la época de la Crisis de los rehenes en Irán entre 1979 y 1981.
Weymouth aconsejó a Kalman para que usara una tipografía simple, una fuente sans serif en negrita. M&Co. Siguió las instrucciones y elaboró la idea de invertir las "A"s en "TALKING HEADS". Weymouth y Frantz decidieron acreditarse por las ilustraciones usando el acrónimo compartido C/T, mientras Bender y Fisher usaron iniciales y nombres en clave debido a que el proyecto no era una operación oficial del MIT. Los créditos por el diseño son: "HCL, JPT, DDD, WALTER GP, PAUL, C/T". La versión final de Remain in Light lucía una de las primeras carátulas diseñadas por computador en la historia de la música. Michael A. Brog ha llamado a su portada una "cautivadora imagen, la cual sugiere tanto la separación y la obliteración de la identidad" y que introduce al oyente a la temática recurrente del álbum de "alteraciones de la identidad". Plantea que "la imagen tiene un sombrío contraste con el título con las imágenes de los miembros de la banda incapaces de 'mantenerse iluminados'".

## Lanzamiento y promoción

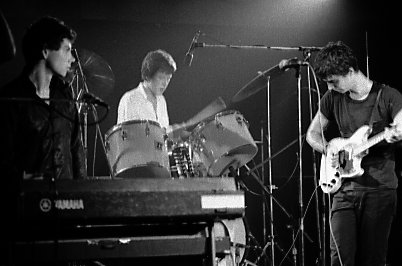
Talking Heads contrataron a cinco nuevos músicos para la gíra promocional de Remain in Light

Eno notificó a los Talking Heads que las canciones de Remain in Light eran muy densas para que un cuarteto las tocara. La banda se expandió a nueve músicos para los tours promocionales del álbum. Los miembros contratados por Harrison fueron Belew, el teclista de Funkadelic Bernie Worrell, el bajista Busta "Cherry" Jones, el percusionista de Ashford & Simpson Steven Scales, y la vocalista de acompañamiento Donette MacDonald. El extenso grupo realizó pruebas de sonido en el desván de la casa de Frantz y Weymouth siguiendo los ritmos establecidos por Worrell, quien había estudiado en el New England Conservatory y en la Academia Juilliard. Su primera presentación fue el 23 de agosto de 1980 en el Heatwave festival en Canadá en frente de 70 000 personas; Robert Hilburn de Los Angeles Times describió la nueva música de la banda como "Sonidos rock-funk con fuerza dramática y casi espectacular". El 27 de agosto, los ampliados Talking Heads presentaron una cantidad de temas a una audiencia de 125 000 personas en Wollman Rink en el Central Park de Nueva York. Las actuaciones en Canadá y Nueva York eran las únicas planeadas inicialmente, pero Sire Records decidió apoyar a la banda de nueve miembros en un extenso tour.
Remain in Light fue lanzado el 8 de octubre de 1980 en todo el mundo. Los Talking Heads y Eno originalmente habían acordado acreditar todas las canciones en orden alfabético a "David Byrne, Brian Eno, Chris Frantz, Jerry Harrison y Tina Weymouth" después de fallar al inventar una fórmula matemática para crear el orden, pero el álbum fue editado con los créditos "David Byrne, Brian Eno, Talking Heads". Frantz, Harrison, y Weymouth discutieron con Byrne y Eno acerca del intento de apropiarse de los créditos, especialmente para un proceso que había sido sostenido gracias al apoyo de cada uno de sus integrantes. Según Weymouth, Byrne le pidió a Kalman que adulterara los créditos por consejo de Eno. Ediciones posteriores han rectificado el error. El álbum tuvo su estreno mundial el 10 de octubre de 1980 al ser transmitido en su integridad por WDFM. Fue certificado disco de oro por la CRIA en febrero de 1981, y por la RIAA en septiembre de 1981 al certificarse 500 000 envíos en Estados Unidos. Más de un millón de copias se han vendido alrededor del mundo.

## Contenido

### Letras
Según el psicoanalista Michael A. Brog, Remain in Light contiene 8 canciones que poseen un "ambiente asombroso de asociación libre" donde no hay ninguna idea coherente duradera que pueda ser seguida por un monólogo interior. David Gans instruyó a Byrne para que fuera más libre con el contenido de sus letras advirtiéndole que "el pensamiento racional tiene sus límites". El líder incluyó una bibliografía con el comunicado de prensa del álbum junto a una declaración que explicaba como el álbum había sido inspirado por mitologías y ritmos africanos. El comunicado enfatizaba que la mayor inspiración a las letras fue African Rhythm and African Sensibility del profesor John Miller Chernoff, en la cual examinaba el desarrollo musical de la vida en las comunidades rurales del continente. El académico viajó a Ghana en 1970 a estudiar la percusión nativa y escribió acerca de cómo los africanos tienen complejas conversaciones a través de patrones de batería. Una de las canciones, «The Great Curve», ejemplifica la temática africana incluyendo la línea "el mundo se mueve alrededor de las caderas de una mujer", la cual Byrne usó después de leer el libro African Art in Motion de Robert Farris Thompson. Adicionalmente estudió diferentes relatos, desde el testimonio de Watergate de John Dean hasta las historias de antiguos esclavos afroamericanos.
Como todos los demás temas, el tema que abre el álbum «Born Under Punches (The Heat Goes On)» pide prestados "sermoneos, griteríos y quejas". Byrne utilizó la reinterpretación del título de la canción «Don't Worry About the Government» del álbum debut de los Talking Heads, Talking Heads: 77, para la línea "Look at the hands of a government man". La expresión "And the Heat Goes On", usada en el título y repetida en el coro, está basada en un titular del New York Post que Eno leyó en el verano de 1980. La "diatriba rítmica" en «Crosseyed and Painless»: "Facts are simple and facts are straight. Facts are lazy and facts are late."—está influenciada por el Old school rap, específicamente por la canción «The Breaks» de Kurtis Blow, que Frantz le había dado a Byrne. «Once in a Lifetime» toma gran parte de las diatribas de los predicadores. Algunos críticos han sugerido que la canción es "Una especie de golpe profético de los excesos de los 80". Byrne no estuvo de acuerdo con la categorización y comentó que las letras estaban hechas para ser interpretadas literalmente; él indicó, "Estamos en gran parte del tiempo inconscientes. Sabes, operamos medio despiertos o en piloto automático y terminamos, con una casa, familia, trabajo y todo lo demás, y no nos hemos parado a preguntarnos '¿Cómo he llegado aquí?'".

### Composiciones
Byrne ha descrito la mezcla final del álbum como una obra de arte "espiritual", "alegre y extática; y aun así es seria"; además ha señalado que al final había "menos africanismo en Remain in Light de lo que suponíamos... pero las ideas africanas eran mucho más importantes de comunicar que los ritmos específicos". Según Eno, el álbum sólo mezcla funk con punk o new wave. Ninguna de las composiciones incluyen cambios de acordes, pero dependen del uso de diferentes armónicos y notas. Riffs y pistas en capas de bajos y percusión son muy usados a lo largo del álbum.
El primer lado del vinilo contiene las canciones más rítmicas —«Born Under Punches (The Heat Goes On)», «Crosseyed and Painless», y «The Great Curve»— las cuales incluyen largos interludios instrumentales. Este último tema contiene largos solos de guitarra de Adrian Belew.
La segunda cara de Remain in Light contiene canciones más introspectivas. «Once in a Lifetime» rinde homenaje a las primeras técnicas del rap y a la música de The Velvet Underground. El tema se llamaba originalmente "Weird Guitar Riff Song" debido a su composición. La canción fue concebida como un riff sencillo antes de que la banda añadiera un segundo y más rápido riff encima del primero. Eno alternó 8 compases de cada riff con los correspondientes compases de su contraparte.«Houses in Motion» incorpora interpretaciones largas de instrumentos de metal de John Hassel, mientras «Listening Wind» incorpora elementos de la música árabe. El último tema del álbum, «The Overload», fue un intento de emular el sonido de la banda británica de post-punk Joy Division. La canción fue hecha a pesar de que ningún integrante de la banda había escuchado la música de Joy Division; se basada en una idea de cómo el cuarteto británico podría sonar basándose en las descripciones de la prensa musical. La canción contiene ritmos "tribal-cum-industrial" creados principalmente por Harrison y Byrne.

## Recepción de la crítica

### Reseñas
El álbum ha obtenido extendidos elogios de los medios de comunicación desde su lanzamiento. Ken Tucker de Rolling Stone explicó que era un intento valiente y fascinante encontrar un terreno común en los divergentes y a veces hostiles géneros de comienzos de los ochenta; él concluyó "Remain in Light tiene tenebrosa, divertida música con la cual tu puedes bailar y pensar, pensar y bailar, bailar y pensar, ad infinitum". Robert Christgau, de The Village Voice, describió el álbum como uno "En el que David Byrne derrota su miedo de la música en una síntesis visionaria de Afrofunk—clarividente, indiferente, casi místicamente optimista". Michael Kulp de The Daily Collegian comentó que el álbum merece la etiqueta de "clásico" al igual que los anteriores tres discos de la banda, mientras John Rockwell, quien escribía en The New York Times indicó que el disco cofirmaba la posición de los Talking Heads como "la banda de rock más emprendedora de Estados Unidos". Sandy Robertson de Sounds elogió la naturaleza innovativa del álbum, mientras Billboard escribió "casi todos los LP que los Talking Heads han editado en los últimos cuatro años ha terminado en prácticamente en todas las listas de 'lo mejor de'. Remain in Light no debería ser la excepción".
William Ruhlmann de Allmusic apuntó que la transición musical de los Talking Heads, evidenciada en Fear of Music llega a su plenitud en Remain in Light; él añadió que "Talking Heads fueron conectándose con una audiencia lista para seguir su evolución musical, y el álbum fue muy ingenioso e influyente". En la Spin Alternative Record Guide del año 1995, Eric Weisbard alabó el esfuerzo de producción de Eno en controlar cualquier apropiación excesiva de la música africana de parte de los Talking Heads. En el 2004, Barry Walsh de Slant catalogó los resultados como "simplemente mágicos" después de que la banda transformó música rock en una entidad más global en términos musicales y en el alcance de las letras. En el año 2008, Sean Fennessey de Vibe concluyó "Talking heads trajo polirritmos africanos a Nueva York e hicieron un viaje de retorno con elegante, foraneo post-punk a remolque".

### Reconocimientos
Remain in Light fue nombrado como el mejor álbum de 1980 por Sounds y por Melody Maker, mientras "The New York Times" lo incluyó en su preselección de candidatos sin numerar a los 10 mejores discos lanzados ese año. El álbum tuvo buenas posiciones en otras listas de los mejores álbumes del año, especialmente en el puesto número dos, detrás de London Calling de The Clash, según Robert Christgau, y en el número seis por NME. Se destacó en el puesto número tres —detrás de London Calling y The River de Bruce Springsteen— en la encuesta de The Village Voice Pazz & Jop del año 1980, el cual incluye los votos de cientos de destacados críticos.
En 1989 Rolling Stone nombró a Remain in Light como el cuarto mejor álbum de la década. En el año 1993, fue posicionado como el número 11 en la lista de los 50 mejores álbumes de los ochenta hecha por NME, y número 68 en la lista de los mejores álbumes de todos los tiempos. En el año 1997 The Guardian recopiló datos mundiales de críticos de renombre, artistas y DJs, los cuales ubicaron el álbum en el número 43 en la lista de los 100 mejores álbumes de todos los tiempos. En el año 1999, Vibe incluyó al álbum en la lista de los 100 álbumes esenciales del siglo 20. En el 2002, Pitchfork Media puso a Remain in Light en la posición número 2 detrás de Daydream Nation de Sonic Youth en su lista de los mejores álbumes de los ochenta. En 2003, VH1 ubicó el disco en el puesto 88 durante su conteo de los 100 mejores álbumes, mientras que Slant lo incluyó en su preselección sin numerar de los 50 álbumes esenciales del Pop. Rolling Stone posicionó el álbum en el puesto 126 en su lista de Los 500 mejores álbumes de todos los tiempos, posicionándolo más alto que otros tres álbumes de la banda incluidos en la lista. En el año 2006, Q posicionó al álbum en el puesto n.º 27 en su lista de los 40 mejores álbumes de los 80'S.

## Lista de canciones
Todas las canciones fueron escritas y compuestas por Talking Heads y Brian Eno:
Cara A

| N.º | Título                                  | Duración |  |
| 1.  | «Born Under Punches (The Heat Goes On)» | 5:49     |  |
| 2.  | «Crosseyed and Painless»                | 4:48     |  |
| 3.  | «The Great Curve»                       | 6:28     |  |

Cara B

| N.º | Título               | Duración |  |
| 4.  | «Once in a Lifetime» | 4:23     |  |
| 5.  | «Houses in Motion»   | 4:33     |  |
| 6.  | «Seen and Not Seen»  | 3:25     |  |
| 7.  | «Listening Wind»     | 4:43     |  |
| 8.  | «The Overload»       | 6:01     |  |

Tomas descartadas incluidas en el CD Expandido

| N.º | Título          | Duración |  |
| 9.  | «Fela's Riff»   | 5:19     |  |
| 10. | «Unison»        | 4:50     |  |
| 11. | «Double Groove» | 4:28     |  |
| 12. | «Right Start»   | 4:07     |  |

- La reedición remasterizada fue producida por Andy Zax con la ayuda de los Talking Heads
- La parte DVD de la reedición europea contiene videos de la banda tocando "Crosseyed and Painless" y "Once in a Lifetime" en el programa musical alemán Rockpop en el 1980.

## Personal
Las personas involucradas en la creación de Remain in Light son:

## Posiciones en listas

### Álbum

#### Semanales
| Lista (1980–1981)                 | Posición Maxima |
| --------------------------------- | --------------- |
| Estados Unidos (Billboard 200)    | 19              |
| Lista de álbumes de Canadá        | 6               |
| Lista de álbumes del Reino Unido  | 21              |
| Lista de álbumes de Nueva Zelanda | 8               |
| Lista de álbumes de Noruega       | 28              |
| Lista de álbumes de Suecia        | 26              |

### Sencillos
| Sencillo             | Posición en lista | Posición en lista | Posición en lista |
| Sencillo             | US Hot 100        | CAN               | UK                |
| -------------------- | ----------------- | ----------------- | ----------------- |
| "Once in a Lifetime" | 103               | 28                | 14                |
| "Houses in Motion"   | —                 | —                 | 50                |

### No sencillos
| Canción                                                                                   | Posición en lista | Posición en lista |
| Canción                                                                                   | US Hot 100        | US Club           |
| ----------------------------------------------------------------------------------------- | ----------------- | ----------------- |
| "Born Under Punches (The Heat Goes On)" / "Crosseyed and Painless" / "Once in a Lifetime" | —                 | 20                |

"—" indica que el sencillo o álbum no entró en la lista.